# 平野翔平
平野 翔平（ひらの しょうへい、1993年8月3日 - ）は、ラグビーユニオンの選手。ジャパンラグビーリーグワンの花園近鉄ライナーズに所属。

## 経歴
東福岡高校在籍中に2回全国優勝を果たし、高校日本代表にも選出された。
2012年、東海大学に進学。
2013年、U20日本代表に選ばれた。
2015年12月にはスーパーラグビーのサンウルブズのスコッドに入った。
2016年、パナソニック ワイルドナイツに加入。同年9月17日に行われたジャパンラグビートップリーグ第4節のサントリーサンゴリアス戦にて途中出場で公式戦初出場を果たす。itle
2019年、世界選抜に選ばれる。
2025年6月、ジャパンラグビーリーグワンの埼玉パナソニックワイルドナイツを退団。
2025年7月、花園近鉄ライナーズへの入団が発表された。